# Чемпионат мира по волейболу среди мужских клубных команд 2013
9-й чемпионат мира по волейболу среди мужских клубных команд прошёл с 15 по 20 октября 2013 года в Бетине  (Бразилия) с участием 8 команд. Чемпионский титул впервые выиграл «Сада Крузейро» (Белу-Оризонти, Бразилия).  

## Команды-участницы
«Сада Крузейро» (Белу-Оризонти, Бразилия) — команда страны-организатора;
 «Локомотив» (Новосибирск, Россия) — победитель Лиги чемпионов ЕКВ 2013;
 «Калех Мазандаран» (Амоль, Иран) — победитель чемпионата Азии среди клубных команд 2013;
 УПСН (Сан-Хуан, Аргентина) — победитель чемпионата Южной Америки среди клубных команд 2013;
 «Сфаксьен» (Сфакс, Тунис) — победитель чемпионата Африки среди клубных команд 2013;
 «Ла-Романа» (Ла-Романа, Доминиканская Республика) — представитель NORCECA;
 «Трентино» (Тренто, Италия) — по приглашению организаторов (победитель предыдущего турнира;
 «Панасоник Пантерз» (Хираката, Япония) — по приглашению организаторов.

## Система проведения чемпионата
8 команд-участниц на предварительном этапе были разбиты на две группы. 4 команды (по две лучшие из групп) вышли в плей-офф и по системе с выбыванием определили призёров чемпионата. За победы 3:0 и 3:1 начислялось по 3 очка, за победы 3:2 — 2 очка, за поражения 2:3 — 1 очко. За поражения 0:3 и 1:3 очки не начислялись.

## Предварительный этап
В скобках в колонках В (выигрыши) — число побед со счётом 3:2, в колонках П (поражения) — поражений 2:3.

### Группа A
| М | Команда             | 1   | 2   | 3   | 4   | И | В     | П     | С/П | О |
| - | ------------------- | --- | --- | --- | --- | - | ----- | ----- | --- | - |
| 1 | УПСН                |     | 3:2 | 3:1 | 3:0 | 3 | 3 (1) | 0     | 9:3 | 8 |
| 2 | «Трентино»          | 2:3 |     | 3:0 | 3:1 | 3 | 2     | 1 (1) | 8:4 | 7 |
| 3 | «Панасоник Пантерз» | 1:3 | 0:3 |     | 3:1 | 3 | 1     | 2     | 4:7 | 3 |
| 4 | «Калех Мазандаран»  | 0:3 | 1:3 | 1:3 |     | 3 | 0     | 3     | 2:9 | 0 |

15 октября: «Трентино» — «Калех Мазандаран» 3:1 (24:26, 25:19, 25:19, 26:24); УПСН — «Панасоник Пантерз» 3:1 (20:25, 25:23, 25:13, 25:18).
16 октября: «Панасоник Пантерз» — «Калех Мазандаран» 3:1 (25:19, 24:26, 30:28, 25:16).
17 октября: УПСН — «Трентино» 3:2 (22:25, 25:23, 25:22, 16:25, 15:13).
18 октября: УПСН — «Калех Мазандаран» 3:0 (26:24, 25:22, 25:23); «Трентино» — «Панасоник Пантерз» 3:0 (25:18, 25:19, 25:22).

### Группа В
| М | Команда         | 1   | 2   | 3   | 4   | И | В     | П     | С/П | О |
| - | --------------- | --- | --- | --- | --- | - | ----- | ----- | --- | - |
| 1 | «Локомотив» Н.  |     | 3:2 | 3:1 | 3:2 | 3 | 3 (2) | 0     | 9:5 | 7 |
| 2 | «Сада Крузейро» | 2:3 |     | 3:1 | 3:0 | 3 | 2     | 1 (1) | 8:4 | 7 |
| 3 | «Сфаксьен»      | 1:3 | 1:3 |     | 3:2 | 3 | 1 (1) | 2     | 5:8 | 2 |
| 4 | «Ла-Романа»     | 2:3 | 0:3 | 2:3 |     | 3 | 0     | 3 (2) | 4:9 | 2 |

15 октября: «Сада Крузейро» — «Ла-Романа» 3:0 (25:20, 25:22, 25:16).
16 октября: «Локомотив» — «Ла-Романа» 3:0 (25:20, 25:23, 25:17); «Сада Крузейро» — «Сфаксьен» 3:0 (25:16, 25:17, 25:15).
17 октября: «Сфаксьен» — «Ла-Романа» 3:2 (23:25, 22:25, 25:23, 25:14, 15:11); «Локомотив» — «Сада Крузейро» 3:2 (22:25, 25:21, 22:25, 25:19, 16:14).
18 октября: «Локомотив» — «Сфаксьен» 3:2 (25:21, 20:25, 25:19, 22:25, 16:14).

## Плей-офф

### Полуфинал
19 октября
«Локомотив» — «Трентино» 3:1 (25:27, 25:21, 26:24, 25:23).
«Сада Крузейро» — УПСН 3:0 (25:22, 25:18, 25:20).

### Матч за 3-е место
20 октября
«Трентино» — УПСН 3:1 (25:22, 22:25, 25:21, 25:19).

### Финал
| 20 октября 2013                                                                                           | \| «Сада Крузейро» (Белу-Оризонти) \| 3:0 fivb.org \| «Локомотив» (Новосибирск) \| \| Уильям (1) Уоллес (12) Йоандри Леал (13) Исак (1) Эдер (10) Филипе (5) Сержиньо (л) Пауло Витор (11) \| Голы \| Лукаш Дивиш (8) Артём Вольвич (3) Павел Мороз (6) Александр Бутько (2) Ореоль Камехо (5) Антон Асташенков (2) Валентин Голубев (л) Антон Мысин (1) Андрей Зубков Илья Жилин Николай Леоненко (2) \| | Бетим «G.P.Divino Braga» Зрителей: 7200 |
| Счёт по партиям — 25:20, 25:19, 25:20. Время матча — 1 час 20 минут. Судьи: Драгутин Чук, Денни Сеспедес. | | |
| «Сада Крузейро» (Белу-Оризонти)                                                                           | 3:0 fivb.org | «Локомотив» (Новосибирск) |
| Уильям (1) Уоллес (12) Йоандри Леал (13) Исак (1) Эдер (10) Филипе (5) Сержиньо (л) Пауло Витор (11)      | Голы | Лукаш Дивиш (8) Артём Вольвич (3) Павел Мороз (6) Александр Бутько (2) Ореоль Камехо (5) Антон Асташенков (2) Валентин Голубев (л) Антон Мысин (1) Андрей Зубков Илья Жилин Николай Леоненко (2) |

## Итоги

### Положение команд
| «Сада Крузейро» (Белу-Оризонти)     |
| «Локомотив» (Новосибирск)           |
| «Трентино» (Тренто)                 |
| 4. УПСН (Сан-Хуан)                  |
| 5—6. «Панасоник Пантерз» (Хираката) |
| 5—6. «Сфаксьен» (Сфакс)             |
| 7—8. «Ла-Романа»                    |
| 7—8. «Калех Мазандаран» (Амоль)     |

### Призёры
«Сада Крузейро» (Белу-Оризонти): Рафаэл Флоренсио Маргаридо (Виньедо), Дуглас Кордейро (Дуглас), Пауло Витор Коста да Силва (Пауло Витор), Уильям Аржона (Уильям), Уоллес, Йоандри Леал, Исак Сантос (Исак), Луис Аугусто Диас Майорка (Луис Диас), Эдер Карбонера (Эдер), Сержио Ногейра (Сержиньо), Филипе Феррас (Филипе), Карлос Эдуардо Баррето (Каду). Главный тренер — Марсело Мендес.
  «Локомотив» (Новосибирск): Андрей Зубков, Лукаш Дивиш, Артём Вольвич, Антон Мысин, Аркадий Козлов, Павел Мороз, Илья Жилин, Александр Бутько, Валентин Голубев, Ореоль Камехо Дуррути, Антон Асташенков, Николай Леоненко. Главный тренер — Андрей Воронков.
  «Трентино» (Тренто): Джакомо Синтини, Эмануэле Бирарелли, Себастьян Соле, Алехандре Ферейра, Дональд Саксно, Антонио Ди Паола, Филиппо Ланца, Цветан Соколов, Давид Сабо, Массимо Колачи, Микеле Федрицци, Маттео Бургшталер. Главный тренер — Роберто Семиотти.

### Индивидуальные призы
MVP: Уоллес («Сада Крузейро»)
Лучший связующий: Виллиам («Сада Крузейро»)
Лучший диагональный: Цветан Соколов («Трентино»)
Лучшие доигровщики: Йоанди Леаль («Сада Крузейро»), Лукаш Дивиш («Локомотив»)
Лучшие блокирующие: Эмануэле Бирарелли («Трентино»), Маттео Бургшталер («Трентино»)
Лучший либеро: Сержиньо («Сада Крузейро»)